# 여우자매
여우자매는 대한민국의 사극, 시대극 웹툰으로, 구미호를 소재로 한다. 작가는 갈치다. 총 63화 (프롤로그 포함 64화)로 시즌 1을 완결, 시즌 2를 추후 연재 예정이다.

## 줄거리
아주 먼 옛날, 무서운 요괴로 알려진 구미호와는 거리가 먼 꼬마 여우자매 류월, 류화를 중심으로 일어나는 이야기를 다룬다. 사람을 홀려서 간을 빼먹는 두려운 존재로 알려진 구미호이지만, 그와는 반대로 인간들처럼 생활하며 울고, 웃는 평범한 삶을 사는 구미호 자매의 이야기를 한국풍스러운 스토리와 작화로 그려낸 작품이다. 대부분의 사건이 류화에 의해 벌어지는 전개를 보여준다.